# Li Yuanhong
Li Yuanhong (en chino tradicional, 黎元洪; pinyin, Lí Yuánhóng, nombre de cortesía: Songqing, 宋卿; Huangpi, Hubei, 19 de octubre de 1864-Tianjin, 3 de junio de 1928) fue un general y político chino durante la dinastía Qing y de la era republicana. Fue dos veces presidente de la República de China.

## Comienzos
Li Yuanghong nació en Huangpo, Hubei, el 19 de octubre de 1864, hijo de un veterano Qing de la revuelta de Taiping. Se graduó en la Academia Naval de Tianjin en 1889, tras seis años de estudios y sirvió como ingeniero en la primera guerra sino-japonesa. Su crucero fue hundido pero pudo sobrevivir. 
Más tarde se le encargó la construcción de fortificaciones en Nankín, pasando junto con el virrey que le había nombrado a Hubei cuando este fue transferido a esa provincia. En 1897 partió a Japón para realizar estudios diversos (militares y administrativos). En 1898, de vuelta en Wuchang, fue nombrado comandante de la caballería provincial. En 1902 regresó a Japón para asistir a unas maniobras y aprendió el idioma del país. Ascendido a general de brigada en 1903, participó en las grandes maniobras de 1906 donde surgió su idea de revuelta militar contra la dinastía Qing.
En 1910, logró desarticular grupos revolucionarios que se habían infiltrado en su 21.ª Brigada Mixta.

## Vicepresidente de la república

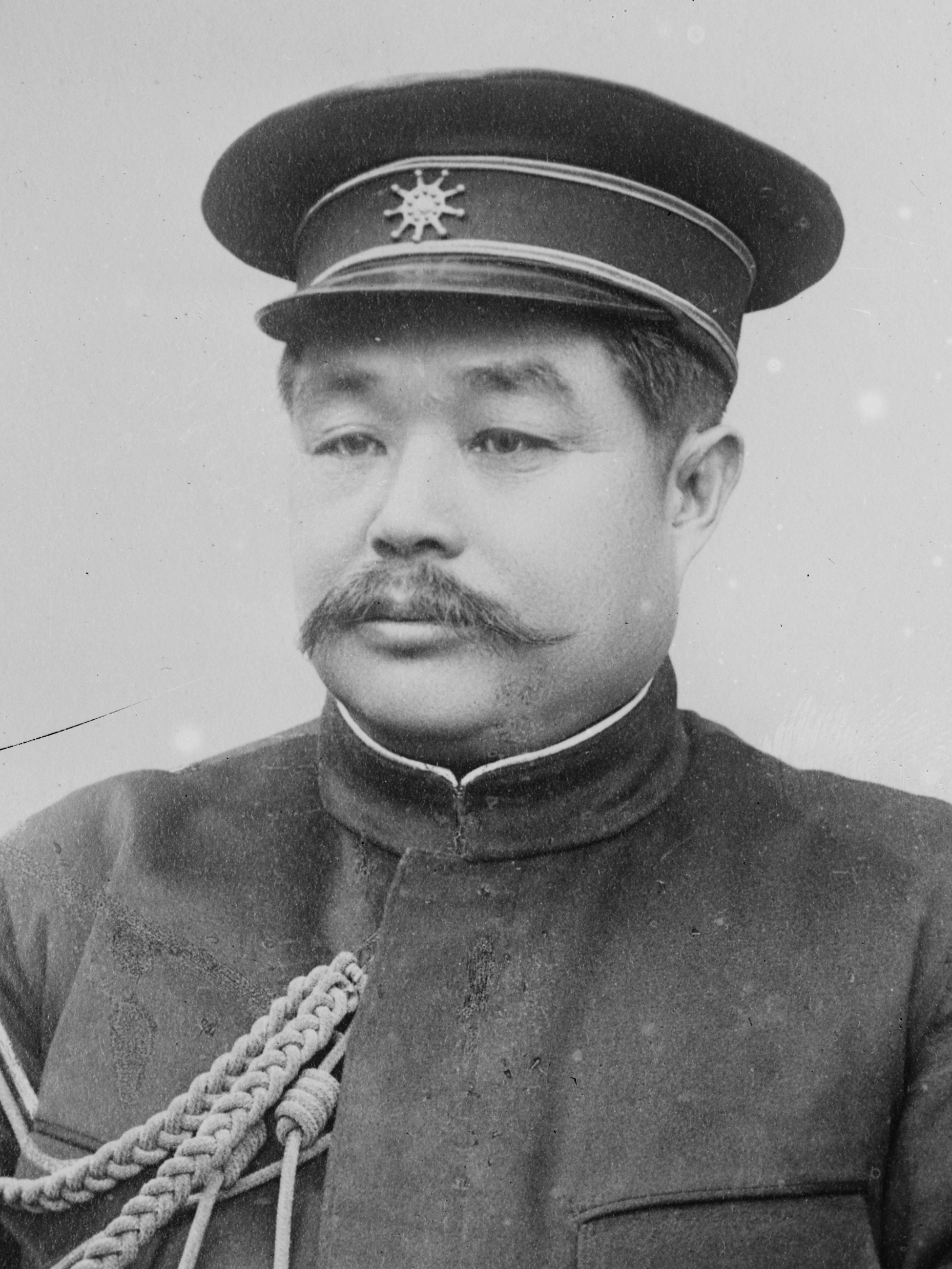
Li Yuanhong con uniforme militar.

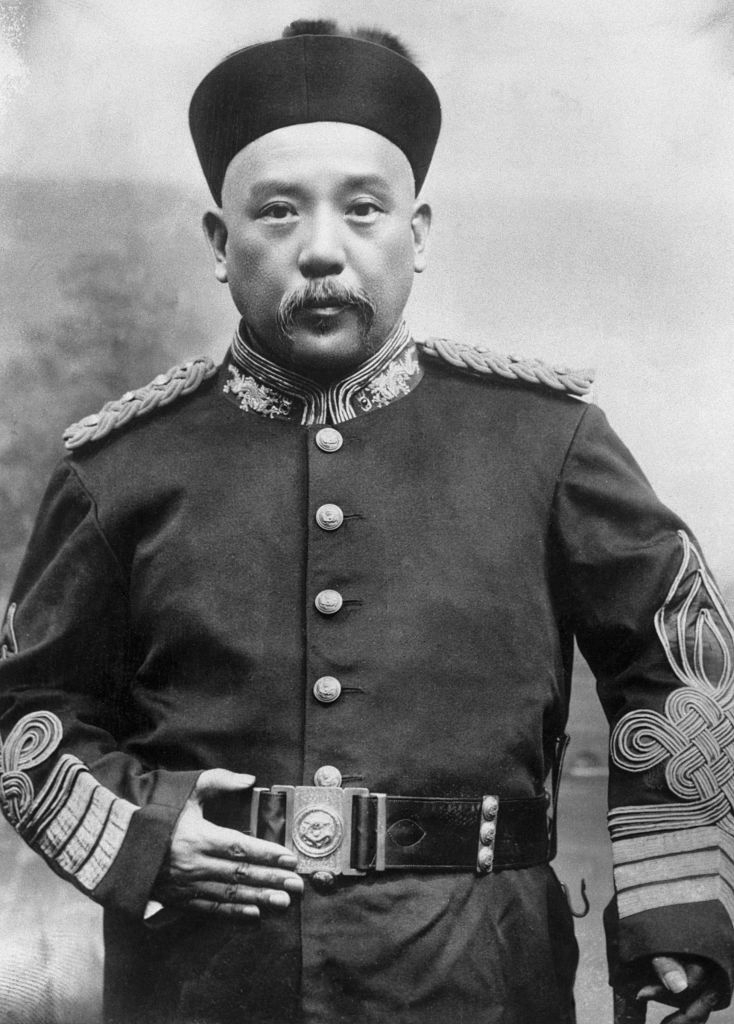
Yuan Shikai, militar y primer ministro imperial, se convirtió en presidente de la república por acuerdo con los revolucionarios y mantuvo a Li como vicepresidente, aunque vigilado en la capital.

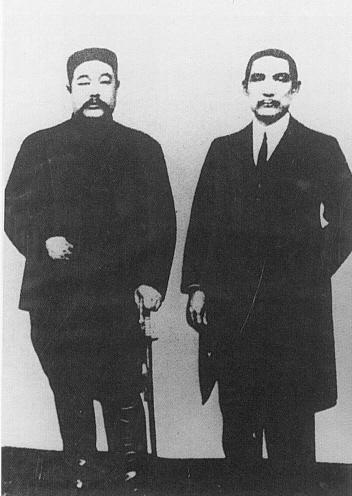
Sun Yatsen y Li Yuanhong en Wuchang, en abril de 1912, poco después de la proclamación de la república.

Cuando estalló la Revolución de Xinhai en 1911, los rebeldes de Wuchang necesitaban de un oficial de alto rango que los guiara. Sacado de la cama y obligado a elegir entre el fusilamiento o el mando de los rebeldes, Li decidió respaldar la revuelta, siendo nombrado gobernador militar de la ciudad. Durante los siguientes dos meses combatió contra las tropas imperiales con resultados diversos. El 4 de diciembre, el primer ministro imperial Yuan Shikai negoció una tregua con él.
A pesar de que Li comandaba el ejército rebelde, fue Sun Yatsen, de la Alianza Revolucionaria, quien se convirtió en el primer presidente provisional en Nankín el 1 de enero de 1912. Li fue nombrado vicepresidente con el compromiso de que formaría el Partido Popular para la campaña hacia la presidencia. Mientras tanto, el norte estaba todavía bajo el control de los Qing. Un acuerdo hizo que Sun cediese la presidencia a Yuan Shikai manteniéndose Li como vicepresidente. Esto puso fin a la dinastía Qing y reunificó el norte con el sur de China. La Sociedad Popular emergió luego como partido republicano favorable a Yuan.
En 1913, se unió a los Republicanos el Partido Democrático de Liang Qichao para formar el Partido Progresista. Tras recibir numerosos votos en las elecciones presidenciales de octubre de 1913, Yuan Shikai, temeroso de su prestigio revolucionario, envió al ministro de Defensa Duan Qirui a Wuchang para deshacerse de él. Este, sin embargo, en vez de hacerlo, le convenció para trasladarse a la capital y defender su postura ante Yuan (13 de diciembre de 1913). Quedó, empero, prácticamente preso en la capital.
Apoyó a Yuan contra Sun durante la Segunda Revolución con lo que se ganó la enemistad de sus antiguos camaradas reovlucionarios. Se opuso, sin embargo, al intento de entronización de Yuan, en 1915-1916. Nombrado príncipe por Yuan con el fin de ganarse su apoyo, Li rechazó el título.
Tras la muerte de Yuan en junio de 1916 fue nombrado presidente de la república, quedando Feng Guozhang, cabecilla de la futura camarilla de Zhili, como vicepresidente, y Duan Qirui —fundador de la rival camarilla de Anhui— como primer ministro.

## Primer mandato
Feng y Duan, rivales, se unieron entonces para deshacerse de Li que, además de no ser como ellos antiguo oficial del ejército de Beiyang, debía su poder al prestigio ganado durante la revolución de 1911, y no únicamente al favor de Yuan Shikai. Li no contaba, a diferencia de sus rivales, con un apoyo militar suficiente y se convirtió pronto en un títere en manos de los jefes de las camarillas.
Tras el anuncio alemán de la guerra submarina total que amenazaba a las marinas mercantes de los países neutrales el 1 de febrero de 1917 los Estados Unidos solicitaron la ayuda china para oponerse a esta medida el día 4. Tras deliberar, Li anunció al embajador alemán el 9 la intención china de romper relaciones diplomáticas si Alemania no desistía de su proyecto contra la navegación de las naciones neutrales.
El 4 de marzo de 1917 se produjo un enfrentamiento entre Li y el primer ministro Duan Qirui a propósito de la manera de afrontar la entrada en la guerra por el que Duan dimitió y abandonó Pekín. Li insistió en la aprobación del parlamento a cualquier medida sobre la guerra y Duan aceptó regresar y retomar su puesto en el Gobierno. El 10 las dos cámaras aprobaban a política gubernamental y llegaba por fin la respuesta alemana a la comunicación de Li del 9 de febrero. El 14 se rompieron relaciones con Alemania.
En marzo y abril, se llevó a cabo un debate nacional entre los partidarios de la declaración de guerra a Alemania y los opositores a la medida. En mayo Duan trató de intimidar al Parlamento y obligarle a declarar la guerra, pero este se negó y solicitó la renuncia de Duan. Los gobernadores militares de las provincias solicitaron entonces a Li la disolución de las Cortes, a lo que este se negó. El 23 de mayo de 1917, Li decidió relevar a Duan (29 de mayo de 1917) nombrando en su lugar al veterano diplomático Wu Tingfang en funciones y nombrando para el mando de las tropas de la capital a oficiales de su confianza.
Poco después los gobernadores militares, que habían abandonado la capital, instigaron a la rebelión a las provincias, concentrándose parte de las tropas del norte del país para marchar contra la capital. Los gobernadores, junto con políticos desafectos, se concentraron en Tianjin, formando un Estado Mayor militar, listo para convertirse en gobierno provisional.

### Crisis parlamentaria

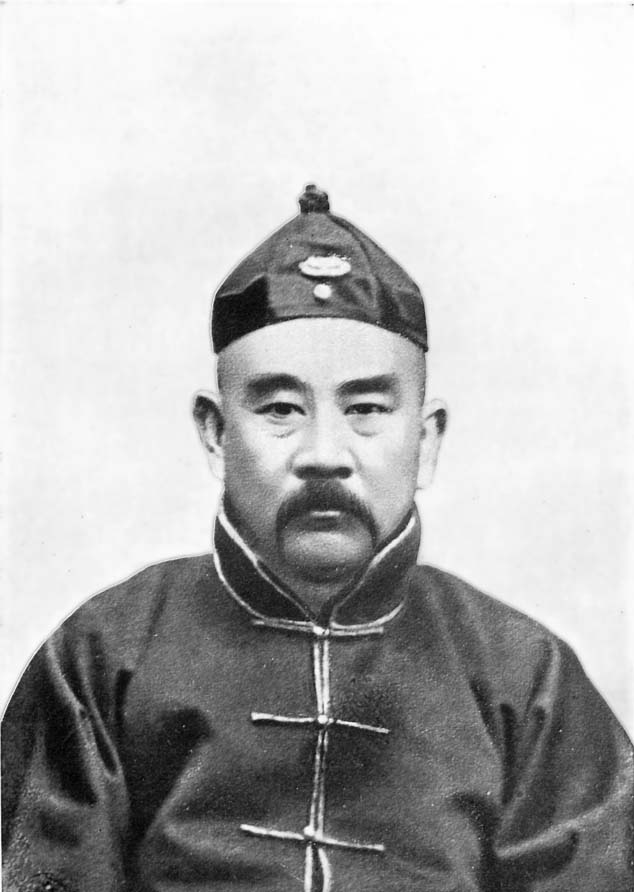
El general monárquico Zhang Xun, llamado por Li en su ayuda durante su enfrentamiento con los caudillos militares Feng Guozhang y Duan Qirui, proclamó la restauración de la dinastía Qing en vez de respaldar al presidente, que cedió el poder a sus adversarios para mantener la república.

El 7 de junio de 1917 Li llamó como mediador al general monárquico Zhang Xun que exigió también la disolución del parlamento. A la vez, el vicepresidente Feng Guozhang expresaba su intención de permanecer neutral en el enfrentamiento entre Li y los gobernadores militares, manteniendo bajo su control las provincias del Yanzi. Li mantuvo su negativa a disolver las cortes, medida que consideraba inconstitucional.
El 10 de junio de 1917 finalmente se resignó al disolver el Parlamento, medida que, según sus defensores, había de salvar la república, evitar el saqueo de la capital y prevenir la restauración de la dinastía Qing. A pesar del apoyo de la marina y de las provincias del sur, la cercanía de los ejércitos del norte convencieron a Li que, sin embargo, no recibió el necesario respaldo del primer ministro, que no firmó el decreto de disolución. El 13 de junio de 1917 el primer ministro Wu Tingfang fue relevado por el jefe de la guarnición de la capital, que firmó el decreto. Los diputados, que habían ido abandonado la capital poco a poco, se trasladaron en masa al sur tras la promulgación del edicto.
Inmediatamente las provincias del sur comenzaron a prepararse para enfrentarse a los caudillos militares del norte que amenazaban la república y presionaban a Li, mientras que las provincias del Yanzi vacilaban, manteniendo contactos secretos con el Sur.

### Restauración manchú
La confusión política permitió al general monárquico Zhang Xun, cuyas tropas se encontraban en las cercanías de la capital, entrar en ella y proclamar la restauración de la dinastía Qing, aparentemente con la aquiescencia de Li. Este, sin embargo, no había respaldado la maniobra de Zhang, que había inventado el apoyo de Li para legitimar su intentona. Este logró huir a los pocos días y refugiarse en la embajada japonesa, encargando a Feng Guozhang y Duan Qirui -nombrado de nuevo primer ministro- la defensa de la república. A los pocos días las tropas republicanas de estos lograban tomar la capital y poner fin a la breve restauración monárquica.
Li, no obstante, se negó a retomar su cargo de presidente, pasando este al vicepresidente, Feng Guozhang.

## Retiro
Tras su abandono de la capital Li se retiró a Tianjin, alejado de la política. Tanto durante su periodo revolucionario como más tarde como presidente Li se había mostrado como un político íntegro, leal y generoso, pero poco hábil e inteligente, considerándosele uno de los de menos talento de entre los que ocuparon altos cargos en la república.

## Segundo mandato
Tras la derrota de Zhang Zuolin en la primera guerra Zhili-Fengtian en mayo de 1922, los vencedores, los caudillos de la camarilla de Zhili, deseaban deshacerse del presidente Xu Shichang, títere de Zhang. Se decidieron entonces a proponer el regreso a la presidencia de Li. Este, sin apoyo militar propio, había de convertirse en una simple fachada para los planes de los caudillos de Zhili. Li, que aparecía contar con cierta legitimidad, y la promesa de convocar el antiguo Parlamento y acabar de redactar la Constitución, habían de debilitar la postura del Gobierno rebelde del sur de Sun Yatsen.

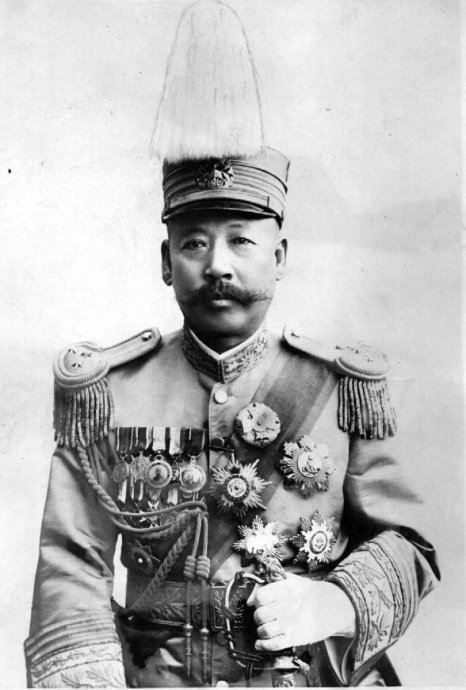
Cao Kun, cabecilla de la camarilla de Zhili, conspiró contra Li para lograr para sí la presidencia de la república, logrando expulsar a Li en el verano de 1923.

El 15 de mayo de 1922, Sun Chuanfang, caudillo de Zhili, envió un telegrama público respaldando la renuncia de los presidentes del norte y del sur y proponiendo el regreso de Li. La presión de la camarilla sobre Li aumentó y, a pesar de los intentos de Xu de mantener su puesto, no contaba ni con el respaldo de aquella ni con la de su antiguo protector, que le acusó de causar la guerra perdida. Sin apoyos, Xu dimitió el 1 de junio.
Li, que residía en Tianjin, se negó, sin embargo, a trasladarse a Pekín y tomar el puesto que le ofrecían sin condiciones. Exigió el apoyo de los caciques militares, la supresión de los gobiernos militares de las provincias y el licenciamiento de las tropas de las camarillas. Los militares, deseosos de lograr la aquiescencia de Li, aceptaron de palabra sus condiciones y este tomó posesión el 11 de junio de 1922, convocándose a la vez al antiguo Parlamento, disuelto en el fracasado intento de Restauración Manchú.
Li se había convertido en el candidato presidencial de Wu Peifu, el principal caudillo militar de la camarilla de Zhili, frente a la cabeza teórica de la misma, Cao Kun, que aspiraba a la presidencia pero aún no se había decidido a tomarla directamente. En noviembre de 1922, Cao conspiró para deshacerse del gabinete, respaldado por Wu, acusando al ministro de Finanzas de corrupción, cargo que Li apoyó y que llevó a la caída del gabinete el 25 del mes, para disgusto de Wu.
Durante este segundo mandato, Li apoyó las maniobras de reconciliación entre Wu y Sun Yatsen, para disgusto de Cao que, a lo largo del año, fue perfilando su asalto a la presidencia. En junio de 1923, sus partidarios comenzaron el acoso a Li, manifestándose las tropas y la policía de la capital contra este. Los problemas financieros del Gobierno, falto de fondos, permitieron a la oposición al presidente atizar el descontento. Li se negó a abandonar la presidencia y solicitó sin éxito la ayuda de Cao y Wu, acusó de los desórdenes a Feng Yuxiang a la vez que buscaba sin éxito un primer ministro tras la caída del anterior gabinete.
El mismo mes, sin apoyo de la camarilla y aislado por los huelguistas que habían cortado la luz y el agua a la residencia presidencial, Li abandonó la capital por segunda vez y se trasladó de nuevo a Tianjin (13 de junio de 1923). Antes había firmado decretos aboliendo el cargo de gobernador militar, colocando a todas las tropas del país bajo el mando directo del ministerio de Defensa y ordenando el juicio de los culpables por los disturbios en la capital. Su intención era permanecer como presidente pero alejarse de la capital controlada por la camarilla de Zhili. Detenido por esta en Tianjin, se le obligó a devolver los sellos presidenciales que había entregado en la embajada francesa y a firmar la dimisión oficial antes de liberarle.

## Retiro y muerte
Tan pronto alcanzó su domicilio en la concesión británica de Tianjin anuló su dimisión y nombró un nuevo gabinete pero sus órdenes fueron ignoradas por el nuevo gabinete de Pekín, controlado por la camarilla de Zhili, que convocó al parlamento para invalidar las órdenes de Li desde su abandono de la capital.
A finales de 1923, al acercarse las elecciones presidenciales, Li viajó a Shanghái (9 de septiembre de 1923) para respaldar al Parlamento alternativo reunido en esta ciudad y evitar la elección de Cao Kun, por la que había perdido en la práctica la presidencia en el verano, aunque él afirmaba seguir siendo el presidente legítimo hasta las elecciones que habían de celebrarse en octubre. A finales de mes, sin embargo, la oposición de la burguesía local, que deseaba evitar un enfrentamiento armado con los caudillos de Zhili en Pekín, obligó a Li a abandonar sus planes de establecer un Gobierno alternativo en la ciudad. La mayoría de los parlamentarios regresaron a Pekín, logrando el Parlamento allí reunido el cuórum necesario para poder elegir presidente a Cao Kun.
En noviembre abandonó la ciudad y viajó a Japón para un tratamiento médico y regresó a Tianjin en 1924 donde fallecería más tarde en 1928.
| Predecesor: Yuan Shikai  | Presidente de la República de China 1916-1917     | Sucesor: Restauración Manchú (Emperador Emperador Xuantong)Feng Guozhang como presidente |
| Predecesor: Zhou Ziqi    | Presidente de la República de China 1922-1923     | Sucesor: Gao Lingwei                                                                     |
| Predecesor: cargo creado | Vicepresidente de la República de China 1912-1913 | Sucesor: Feng Guozhang                                                                   |